# U-371
Unterseeboot 371 foi um submarino alemão do Tipo VIIC, pertencente a Kriegsmarine que atuou durante a Segunda Guerra Mundial.

## Comandantes
| Comandante                   | Data                                     |
| ---------------------------- | ---------------------------------------- |
| Kptlt. Heinrich Driver       | 15 de março de 1941 - 5 de abril de 1942 |
| Oblt. Karl-Otto Weber        | 26 de março de 1942 - 6 de abril de 1942 |
| Kptlt. Heinz-Joachim Neumann | 6 de abril de 1942 - 24 de maio de 1942  |
| Kptlt. Waldemar Mehl         | 25 de maio de 1942 - 4 de abril de 1944  |
| Oblt. Horst-Arno Fenski      | 5 de abril de 1944 - 4 de maio de 1944   |

## Subordinação
Durante o seu tempo de serviço, esteve subordinado às seguintes flotilhas:
| Período                                     | Flotilha                                   |
| ------------------------------------------- | ------------------------------------------ |
| 15 de março de 1941 - 30 de junho de 1941   | 1. Unterseebootsflottille (treinamento)    |
| 1 de julho de 1941 - 31 de outubro de 1941  | 1. Unterseebootsflottille (serviço ativo)  |
| 1 de novembro de 1941 - 14 de abril de 1942 | 23. Unterseebootsflottille (serviço ativo) |
| 15 de abril de 1942 - 4 de maio de 1944     | 29. Unterseebootsflottille (serviço ativo) |

## Operações conjuntas de ataque
O U-371 participou das seguinte operações de ataque combinado durante a sua carreira:
- Rudeltaktik Kurfürst (17 de junho de 1941 - 20 de junho de 1941)
- Rudeltaktik Goeben (16 de setembro de 1941 - 24 de setembro de 1941)